# Terentianus Maurus
Terentianus Maurus war ein lateinischer Grammatiker und Theoretiker der Metrik, der vermutlich gegen Ende des 2. Jahrhunderts wirkte. Sein Beiname Maurus legt nahe, dass Terentianus aus der römischen Provinz Mauretanien stammte.
Soweit dies rekonstruierbar ist, war Terentianus’ Hauptwerk die aus vier Büchern bestehende Abhandlung De litteris, de syllabis, de metris („Über Buchstaben, Silben und Versmaße“), dessen Abschnitte in den jeweils behandelten Versmaßen verfasst sind. In diesem – nur unvollständig überlieferten – Lehrgedicht bezieht der Autor sich auf Septimius Serenus und Alfius Avitus als Angehörige einer „neuen Dichterschule“ (poetae neoterici beziehungsweise novelli). Diese waren ungefähr zur Regierungszeit des Kaisers Hadrian (117–138) aktiv, und da Terentianus’ Darstellung seine annähernde Zeitgenossenschaft suggeriert, wurde seine eigene Lebenszeit in die zweite Jahrhunderthälfte datiert. 
Aus dem erwähnten Traktat stammen die Worte, aufgrund deren Terentianus Maurus bis heute (meist falsch) zitiert wird, nämlich: Pro captu lectoris habent sua fata libelli (Je nach der Interpretation des Lesers werden Bücher verschieden aufgenommen). Als Zitat gebräuchlich ist nur die zweite Hälfte des Satzes, Habent sua fata libelli, was auch im Sinne von „Bücher haben ihre eigenen Schicksale“ gedeutet wird.
Im Druck erschien der Text erstmals 1497. Der von dem Pariser Drucker Simon de Colines 1531 erstellte Nachdruck ist in einer „Terentianus“ genannten Antiqua-Type gesetzt, die häufig fälschlicherweise Claude Garamond zugeschrieben wird.
Der bedeutende deutsche Philologe und Pionier der textkritischen Methode Karl Lachmann besorgte im Jahr 1836 eine Edition der Werke von Terentianus Maurus.
Aufgrund seiner ersten Beschreibung durch Terentianus Maurus ist ein Versmaß nach ihm benannt, der von Dag Norberg sogenannte Terentianeus, ein Elfsilber, der „aus einem Hemiepes mit obligat spondeischem ersten und daktylischem zweiten Fuß und einem Adonius“ besteht.

## Ausgabe
- Terentianus Maurus, De syllabis. Hrsg., übers. und erl. von Jan-Wilhelm Beck. Vandenhoeck und Ruprecht, Göttingen 1993 (= Diss. München 1991)